# Maltská hokejová reprezentace
Maltská hokejová reprezentace je národní hokejové mužstvo Malty. Malta dosud není členem Mezinárodní federace ledního hokeje a nemůže se proto účastnit mistrovství světa ani zimních olympijských her.

## Mezistátní utkání Malty
21.04.2004  Dhahran Saad Falcons 6:3 Malta 
21.04.2004  Dubai Bruins 2:0 Malta 
22.04.2004  Malta 3:2 Ghantoot 
22.04.2004  Malta 6:2 Oman Old Forts 
23.04.2004  Malta 7:2 Dubai Bruins 
23.04.2004  Malta 2:0 Qatar Desert Cunucks 
13.04.2005  Malta 9:2 Dhahran Saad Falcons 
13.04.2005  Ghantoot 8:1 Malta 
14.04.2005  Malta 4:3 Dubai Bruins 
14.04.2005  Malta 8:1 Abu Dhabi Kaddas 
15.04.2005  Malta 4:1 Dubai Bruins 
15.04.2005  Qatar Cunucks 3:2 Malta 